# Herman Lamm
Pour les articles homonymes, voir Lamm.
Herman Karl Lamm, né le 19 avril 1890 à Cassel et mort le 16 décembre 1930 à Sidell, connu sous le nom du Baron Lamm, est un braqueur de banque allemand actif aux États-Unis. Il est considéré comme l'un des braqueurs de banque les plus brillants et les plus efficaces de l'histoire. Les techniques de Lamm ont été reprises par d'autres voleurs de banque à travers les États-Unis, dont John Dillinger.
Ancien soldat de l'armée prussienne, il immigre aux États-Unis. Lamm met à profit ses compétences militaires dans le cadre de braquages de banque et développe une véritable méthode.
Il a mené des dizaines de braquages de la fin de la Première Guerre mondiale jusqu'en 1930 où il se suicide après un braquage qui tourne mal.